# 謝雨凝
謝雨凝（1937？—），是當代香港女作家，本名周落霞，筆名江映瀾。著有散文集《春寒集》、《雨凝集》等。

## 生平
祖籍廣東中山，生於澳門，並於澳門接受教育。
畢業後曾任小學教師，於1960年代末前往香港，並開始創作，而第一篇文章作品為《雨後朝霞》。於1982年開始，其先後任職由市政局主辦的中文文學創作獎散文組與「青年文學獎」的評判。後來轉到電影公司工作。
其著有散文集《小城的回憶》（和他人合著）、《春寒集》、《雨凝集》、《失眠夜》等，小說《今夕何夕》、《雨後朝霞》，另外著書《長流不息》。